# جافا بلاتفورم ميكرو إديشين
جافا بلاتفورم ميكرو إديشين هي عبارة عن منصة حوسبة لتطوير ونشر التعليمات البرمجية المحمولة للأجهزة المدمجة والمحمولة (وحدات التحكم الدقيقة، وأجهزة الاستشعار، والبوابات، والهواتف المحمولة، والمساعدات الرقمية الشخصية، وأجهزة فك التشفير التلفزيونية، والطابعات). صُمم نظام تشغيل الجافا للأنظمة المدمجة (أجهزة الموبايل هي إحدى هذه الأنظمة)والأجهزة المستهدفة تتراوح بين التحكم الصناعي للتليفون (خاصة مميزات التليفون) والجافا«إصدار المايكرو» كانت معروفة سابقا بنظام تشغيل الجافا إصدار المايكرو 2.
جافا «إصدار المايكرو» تم تصميمها بواسطة «صن ميكروسيستمز» وهي الآن فرع من شركة اوراكل وتم استبدال المنهج بتقنية مشابهة وهي الجافا الشخصية وتم تطويرها اصلا تحت مسمي عملية مجتمع الجافا كنظام (جي سي ار68) والاشكال المختلفة من جافا«إصدار الميكرو» تم تطويرها الي (جي سي ار اس) وشركة صن توفر مرجع التشغيل للمواصفات ولكن لم تنو توفير التشعيل الثنائي المجاني لوقت التشغيل الخاص ببيئة الجافا«إصدار المايكرو» لأجهزة الموبايل بدلا من الاعتماد علي الأطراف الثالثة لتوفرها لنفسها.
وبداية من 22 ديسمبر2006 تم ترخيص الجافا«إصدار الميكرو» تحت الترخيص العام لنظام جنو وتم إصدارها تحت مسمي مشروع تليفون الجافا«إصدار الميكرو».
بداية من 2008 أصبحت كل مناهج الجافا مقتصرة علي المميزات (الإصدار 1.3) البيئية الخاصة بتشغيل الجافا واستخدام هذه النسخة من فئة تنسيق الملفات (وعرفت داخليا باسم الإصدار47) ولذا من الواجب علي اوراكل الإعلان عن سلسلة من نسخ تكوين الجافا«إصدار الميكرو» التي تدعم آخر نسخة من فئة تنسيسق الملفات وخصائص اللغة مثل النسخ المتطابقة 1.5 و1.6 (لاسيما برامج جنركس) التي تستلزم عمل اضافي في جزء من كل مناهج البائعين لكي يحدثوا بيئاتهم الخاصة بوقت تشغيل الجافا.
أجهزة الجافا«إصدار الميكرو» تقوم بتشغيل وضع شخصي والأكثر انتشارا من هؤلاء هو وضع البيانات الخاصة بجهاز الموبايل التي تستهدف أجهزة الموبايل الهواتف المحمولة والملف الشخصي يستهدف منتجات المستهلك والأجهزة المرتبطة ببعضها مثل أجهزة وحدات ربط التليفزيون بمصدر الإشارة (setopbox-TV) والملفات الشخصية هي مجموعات متفرعة من التكوينات من بينها نوعين هما: التكوين المتصل المحدود للأجهزة (سي ال دي سي) والتكوين المتصل للأجهزة (سي دي سي).
هناك أكثر من 2.1 مليار «إصدار الميكرو» التي مكنت أجهزة الموبايل وأجهزة (PDA) لكنها أصبحت قديمة طالما لم يتم استخدامها في أنظمة التشغيل الحديثة مثل (أي جي آيفون واندرويد وويندوزفون 7 ومييجو وبلاك بريالجديد كيو إن إكس).

## التكوين المتصل المحدود للاجهزة
يحتوي التكوين المتصل المحدود للأجهزة علي مجموعة متفرعة دقيقة من مكتبات فئة الجافا وعلي اقل كمية مطلوبة لتشغيل الآلة الافتراضية للجافا، التكوين المتصل المحدود للأجهزة يستخدم أساسا في تصنيف عدد لا يحصي من الأجهزة الي تكوين ثابت.
التكوين يوفرمعظم المجموعة الأساسية من مكتبات فئة الجافا والآلة الافتراضية التي يجب أن تكون موجودة في كل تشغيل خاص ببيئة الجافا«إصدار الميكرو» وعندما تقترن بملف شخصي أو أكثر فيقوم التكوين بإعطاء المطورين نظام تشغيل محكم للجافا بغرض خلق تطبيقات للمستهلكين وللأجهزة المرتبطة ببعضها البعض

### الوضع الخاص ببيانات جهاز الموبايل
مصمم للهواتف المحمولة، يتضمن ملف تعريف جهاز معلومات الجوال واجهة المستخدم الرسومية (جي يو أي) وتخزين البيانات (ايه بي أي) والإصدار الثاني منه يشمل (2 دي) الأساسي للألعاب (واجهة برمجة التطبيقات) والتطبيقات التي تم اعدادها لهذا الوضع هي برامج (ميدلت).
جيه اس ار 271 : الإصدار الثالث من الوضع الخاص ببيانات جهاز الموبايل (تم إطلاقه أخيرا في 9 ديسمبر 2009) حدد الجيل الثالث من الوضع الخاص ببيانات جهاز الموبايل وانتشر اعتمادا علي الوظائف في كل المناطق بالإضافة الي تحسين التوافق خلال الأجهزة وهدف التصميم الرئيسي للإصدار الثالث متوافق مع محتوي الإصدار الثاني.

#### وحدة بيانات الوضع الشخصي
وحدة بيانات الوضع الشخصي (أي ام بي) هي وضع للأجهزة المرتبطة ببعضها والتطبيقات المرتبطة ببعضها صناعيا وأجهزة مشابهة لها بها شاشة عرض بسيطه أو بدون شاشة وبها اتصال محدود للنت.
في الاصل تم إنتاجه بواسطة موبيلات سيمنز ونوكيا كنظام (جيه اس ار 195) والإصدار الأول من (أي ام بي) هو مجموعة فرعية دقيقة من الإصدار الأول للوضع الخاص ببيانات جهاز الموبايل (ام أي دي بي) إلا أنه لا يشمل تطبيقات واجهة المستخدم وبمعني آخر لا يحتوي على دعم لمجموعة الجافا (javax.microedition.lcdui). (جيه اس ار 288) معروف باسم (IMP-NG) هو الجيل القادم من (IMP) الذي يعتمد علي الإصدار الثاني من الوضع الخاص ببيانات جهاز الموبايل (MIDP) ويضم الي ذلك الامان الجديد للإصدار الثاني من الوضع الخاص ببيانات جهاز الموبايل (MIDP) وأنواع أخرى تدعم الاتصال بالنت وأيضا لغات البرمجة ولغات برمجة أخرى مثل التسجيل (PushRegistry) وطلب نظام التشغيل (platformRequest) ولايحتوي على لغات البرمجة (UI APIs)ولا علي لغات البرمحة الخاصة بالألعاب.

## تكوين الاجهزة المتصلة (سي دي سي)
تكوين الأجهزة المتصلة هو مجموعة من الإصدارات القياسية للجافا (Java SE) ويحتوي تقريبا علي المكتبات التي ليس لها صلة بواجهة المستخدم الرسومية (GUI) وهو اغني بمقارنة بالتكوين المتصل المحدود للأجهزة (CLDC).

### تاسيس الوضع الشخصي (اف بي)
تاسيس الوضع الشخصي هو عبارة عن تكوين الوضع الشخصي لجهاز جافا«إصدار الميكرو» والوضع الشخصي يهدف الي ان يتم استخدامه بواسطة ان تتطلب الأجهزة تشغيل كامل للالة الافتراضية للجافا ويشمل ذلك نظام التشغيل بشكل تام وأيضا النسخة القياسية الخاصة بلغة البرمجة، أنظمة التشغيل ستقوم باستخدام هذه اللغات الخاصة بالبرمجة اعتمادا علي الأوضاع الشخصية الاضافية المدعمة لها، وتقوم هذه الوثيقة بوصف التسهيلات التي يقدمها التاسيس الخاص بالوضع الشخصي للجهاز وللأوضاع الأخرى وتم تطوير هذا التخصيص تحت اسهام مجتمع الجافا.

### الوضع الشخصي الاساسي
يمتد الوضع الشخصي الأساسي الي تاسيس الوضع الشخصي ليشمل دعم الواجهة الرسومية للمستخدم (GUI) في شكل مجموعة تعتمد علي النظام التشغيل المعتمد علي الويندوز والجرافيك (AWT) ونظام التشغيل هذا هو الذي يعتمد عليه نظام (BD-J) وهو النظام المدعم للجافا مايكرو.

## التطبيقات
تقوم شركة صن بتزويد مرجع التطبيقات لهذه التكوينات والأوضاع لكل من الوضع الخاص ببيانات جهاز الموبايل (ام أي دي بي)وتكوين الجهاز المتصل (سي دي سي) وذلك بداية من الإصدار الثالث جافا مايكرو (SDK) والنتبيانس المعتمد علي (IDE) وهو التطبيق الذي يقدم التسهيلات للمبرمجين وتطوير البرمجيات.
وعلى الرغم من كل مأقدمته من اعداد كثيرة من التطبيقات الثنائية لنظام تشغيل الجافا مايكرو للسيرفرز ولمحطات العمل إلا أنها ما زالت لا تقوم بتزويد أي من ثنائيات أنظمة التشغيل الخاصة بالجافا مايكرو باستثناء الإصدار الأول الأول من الوضع الخاص ببيانات جهاز الموبايل (MIDP 1.0 JRE (JVM) for Palm OS). تقوم شركة صن بتزويد خدمة الجافا مايكرو لأجهزة الموبايل القائمة علي نظام الويندوز على الرغم من الحملة المفتوحة الموجهة وعليها ان تدرك ان هناك استخدام داخلي للجافا الشخصي تحت مسمي «كابتن اميركا», والمجموعة الثالثة من الجافا الشخصي مثل (JBlend and JBed) يتم استخدامهم بكثرة من جانب بائعي الويندوز موبايل مثل (إتش تي سي وسامسونج).
تم تنفيذ نظام تشغيل الجافا بواسطة «دوكومو» في شكل «دوجا» وبواسطة «سافاجي» علي هيئة نظام تشغيل «سافاجيو» وتم بيع الشركة الأخيرة بواسطة صن في أبريل 2007 وتقوم الآن بتشكيل أساس الجافا (اف اكس) الخاصة بالموبيلات، تقوم شركة (أي اس تو تي) بتزويد الآلة الافتراضية للجافا المايكرو لكل وقت خاص بنظام التشغيل (ار تي أو اس).
أو بدون هذا الوقت وتجعله كتقنية البيرميتل ((baremetal.
«المايكرو اميليتور» يقوم بتوفير مصدر مفتوح للايموليتور الخاص بالوضع الخاص ببيانات جهاز الموبايل (ام أي دي بي)وهذا هو الايميليتور الصغير المعتمد علي الجافا ويمكن أن يكون جزء لايتجزء أي انه مرتبط ببعضه في صفحات النت.
يهدف المصدر المفتوح (ميكا في ام) الي تشغيل الجافا مايكرو (سي دي سي) و (اف بي) ولكن المصادر الغير مصدقة مثل التطبيقات الغير مصدقة تتطلب دفع رسوم التي لايمكن تطبيقها في مشروع المصدر المفتوح وبناء علي ذلك فان الأجهزة التي تستخدم هذا التشغيل من الغير مسموح لها ان تطلب التوافق مع جافا مايكرو وتكوين الأجهزة المتصلة JavaME CDC)).

## JSRs

### التأسيس
| JSR # | Name                        | Description |
| ----- | --------------------------- | ----------- |
| 68    | J2ME Platform Specification |             |
| 30    | CLDC 1.x                    |             |
| 37    | MIDP 1.0                    |             |
| 118   | MIDP 2.x                    |             |
| 139   | CLDC 1.1                    |             |
| 271   | MIDP 3.0                    |             |

### المستقبل
| JSR # | Name                             | Description |
| ----- | -------------------------------- | ----------- |
| 297   | Mobile 3D Graphics API (M3G) 2.0 |             |

### الملحقات الرئيسية
| JSR # | Name                                             | Description                            |
| ----- | ------------------------------------------------ | -------------------------------------- |
| 75    | File Connection and PIM                          | File system, contacts, calendar, to-do |
| 82    | Bluetooth                                        |                                        |
| 120   | Wireless Messaging API (WMA)                     |                                        |
| 135   | Mobile Media API (MMAPI)                         | Audio, video, multimedia               |
| 172   | Web Services                                     |                                        |
| 177   | Security and Trust Services                      |                                        |
| 179   | Location API                                     |                                        |
| 180   | SIP API                                          |                                        |
| 184   | Mobile 3D Graphics                               | High level 3D graphics                 |
| 185   | Java Technology for the Wireless Industry (JTWI) | General                                |
| 205   | Wireless Messaging 2.0 (WMA)                     |                                        |
| 211   | Content Handler API                              |                                        |
| 226   | SVG 1.0                                          |                                        |
| 229   | Payment API                                      |                                        |
| 234   | Advanced Multimedia Supplements (AMMS)           | MMAPI extensions                       |
| 238   | Mobile Internationalization API                  |                                        |
| 239   | Java Bindings for the OpenGL ES API              |                                        |
| 248   | Mobile Service Architecture                      | General                                |
| 256   | Mobile Sensor API                                |                                        |
| 287   | SVG 2.0                                          |                                        |

## أي اس ار (ESR)
| ESR # | الاسم              | الوصف |
| ----- | ------------------ | --- |
| 001   | B-ON (Beyond CLDC) | B-ON serves as a very robust foundation for سيرفر B-ONهو الأساس القوي لتشغيل برمجيات الجافا المرتبطة ببعضها ويقوم بتحديد مرحلة التهيئة التي يمكن الاعتماد عليها و3أنواع من المواضيع وهي المعمرة التي تظل لفترة والاعتيادية والفانية التي لاتستمر |
| 002   | MicroUI            | MicroUI defines an enhanced architecture to enable an open, يتم تعريفه علي انه خاص بالهندسة المعمارية ليمكن من تطوير البيئة الخاصة من المجموعة الثالثة لتطبيقات أجهزة الجافا المرتبطة ببعضها ((HMI ومثل هذه الأجهزة لديها اشكال من واجهة العرض وأجهزة استشعار خاصة بالادخال وبعض إمكانيات خاصة بالصوت من المحتمل ان يتسع هذا التخصيص لمجموعة من الأجهزة                                                                 |
| 011   | MWT                | MWT defines three distinct roles: Widget Designers, Look and Feel يتم تعريفه من خلال ثلاثة ادوار محورية: مصممي الويدجت ومصممي البرمجيات ومصممي الشكل والمظهر ويسمح لتطبيق ((HMI بتشغيل نفس الدور في كل الأجهزة التي اطار العمل الخاص ب (MWT) مثل (الأجهزة المرتبطة والهواتف المحمولة وجهازربط التليفزيون بمصدر الإشارة (setopbox-TV)وأجهزة الكمبيوتر) وبذلك يسمح بانتشار التطبيقات عبر الأجهزة خلال المنتج (ME, SE, EE) |
| 015   | ECLASSPATH         | ECLASSPATH unifies CLCD, CDC, Foundation, SE, EE execution يوحد بين التكوين الخاص ب (CLCD,(CDC وتنفيذ بيئات الخاصة ب (SE, EE) بمجموعة حوالي 300 فئة من لغات البرمجة (APL) والتوحيد والتجميع يكون هنا بعكس CLDC1.1/ECLASSPATH)) حيث أنه يجعل الكود الثنائي القابل للنقل في تشغيل بيئات كل الجافا |